# Orange (Connecticut)
Orange ist eine Stadt im New Haven County im US-Bundesstaat Connecticut, Vereinigte Staaten. Das U.S. Census Bureau ermittelte bei der Volkszählung 2020 eine Einwohnerzahl von 14.280.
Die geographischen Koordinaten sind: 41,28° Nord, 73,03° West. Das Stadtgebiet hat eine Größe von 45,1 km². Orange liegt zwischen den Städten West Haven im Osten und Trumbull im Westen.

## Geschichte
Orange entstand 1822, als aus den nördlichen und östlichen Stadtbezirken von Milford eine unabhängige Stadt gegründet wurde. Die Stadt leitet ihren Namen von dem englischen König Wilhelm III. von Oranien-Nassau ab. Nach starkem Wachstum der Einwohnerzahl während des 19. Jahrhunderts wurde 1922 aus den südöstlichen Stadtbezirken abermals eine neue Stadt, West Haven, gebildet. Die bei Orange verbliebenen Stadtteile waren dabei weitaus ländlicher geprägt, als die an West Haven abgetretenen.

## Ansässige Unternehmen
In Orange befindet sich eine Produktionsstätte der PEZ-Bonbons.

## Schulen
- Mary L. Tracy School
- Race Brook School
- Turkey Hill School
- Peck Place School
- Amity Regional Junior High School

## Söhne und Töchter der Stadt
- William Atherton (* 1947), Schauspieler
- John J. DeGioia (* 1957), Philosoph, Hochschullehrer und Präsident der Georgetown University